# Giusto Catania

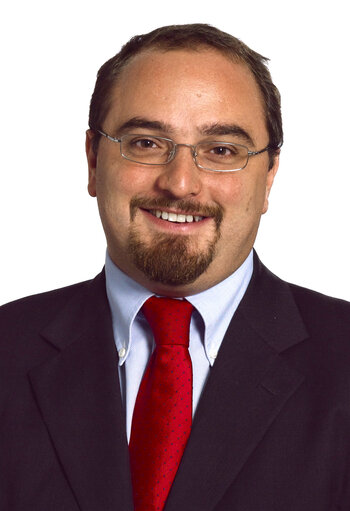
Giusto Catania, 2012

Giusto Catania (* 10. Juni 1971 in Palermo) ist ein italienischer Politiker und Mitglied des Europäischen Parlaments für die Partito della Rifondazione Comunista (PRC), die Teil der Europäischen Linken ist.
Er ist Vizepräsident des Ausschusses für bürgerliche Freiheiten, Justiz und Inneres (LIBE) des Europäischen Parlaments, Vorsitzender im Gemischten Parlamentarischen Ausschuss EU-Chile, Stellvertreter für die Delegation für die Beziehungen zu den Maghreb-Ländern und der Union des Arabischen Maghreb (einschließlich Libyen), Stellvertreter im Ausschuss für Kultur und Bildung und Mitglied der Konferenz der Delegationsvorsitzenden sowie der Delegation in der Parlamentarischen Versammlung Europa-Lateinamerika.

## Leben
Giusto Catania erlangte 1996 seinen Hochschulabschluss in Neuphilologie und 2001 die Qualifikation zum Unterricht in Literatur. Seit 2004 arbeitet er an einem Forschungsdoktorat in Interkultureller Pädagogik an der Universität Palermo.
Von 1994 bis 1996 war er verantwortlich für die Federazione Giovanile Comunisti Italiani (Jungkommunisten der PRC) in Sizilien und Mitglied des Parteisekretariats der Region Sizilien, von 1996 bis 2001 war er Generalsekretär der PRC auf Provinzebene (Sektion Palermo). Seit 2001 ist er regionaler Generalsekretär der PRC in Sizilien.
Von 1997 bis 2000 war er Stadtrat und Fraktionsvorsitzender der PRC in der Gemeinde von Palermo, im Jahr 2000 wurde er Kulturdezernent der Stadt Palermo.